# Koljoetsjin

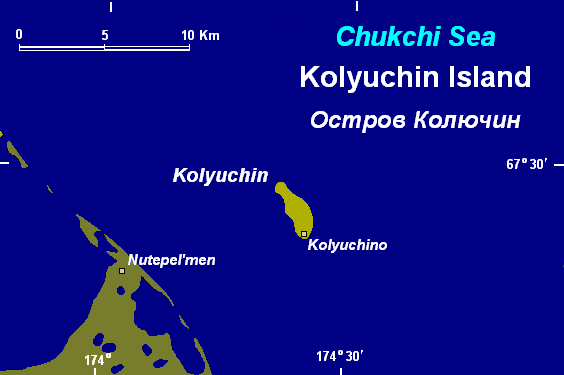
Kaart

Koljoetsjin (Russisch: Колючин; van het Tsjoektsjische kegljoetsjin; "oude mannelijke walrus met boze geest") is een klein Russisch eiland in de Tsjoektsjenzee op 11 kilometer ten noorden van het Tsjoektsjenschiereiland. Het eiland heeft een lengte van 4,5 kilometer, een maximale breedte van 1,5 kilometer en loopt op tot 188 meter. Bestuurlijk maakt het deel uit van het district Ioeltinski van het autonome district Tsjoekotka. Het eiland is bedekt met toendravegetatie en is een beschermd natuurgebied. Aan west-, noord- en oostzijde wordt het omringd door steile kliffen, die oplopen naar een rotsachtig en deels met gras begroeid plateau in het centrale deel van het eiland.
Op het eiland lag vroeger aan zuidzijde de Tsjoektsjennederzetting Koljoetsjino. Nu is Noetepelmen op de kust de dichtstbijzijnde bewoonde plaats. Op het eiland bevindt zich aan noordoostzijde het voormalige poolstation Koljoetsjin uit de sovjetperiode (opgericht in 1934), alsook een vuurtoren. Ook bevindt zich een jachthut op het eiland die door inwoners van Noetepelmen wordt gebruikt. Rond en in het poolstation werden 15 tot 20 ijsberen aangetroffen in september 2021.
Op het eiland nestelen een aantal kolonies zeevogelsoorten, waaronder giervalken, bairds strandlopers, grote burgemeesters, drieteenmeeuwen, alken, dikbekzeekoeten, kuifpapegaaiduikers en gehoornde papegaaiduikers. De vogels worden bejaagd door poolvossen.
In de buurt van Koljoetsjin werd in 1934 het stoomschip Tsjeljoeskin gekraakt door het ijs, waarna de bemanning met vliegtuigen van het ijs werden gered.
De Koljoetsjinbaai ten zuiden van het eiland is vernoemd naar Koljoetsjin.